# Ламка
Ла́мка — река в России, протекает в Сосновском районе Тамбовской области. Левая составляющая реки Ламочка. Название вероятно от финно-угорского «лама» — озеро, лужа, луг.

## География
Река Ламка берёт начало севернее села Дельная Дубрава. Течёт на юг по открытой местности. Ниже деревни Веселкино сливается с рекой Бык и образует реку Ламочку. Устье реки Ламки находится в 25 км по левому берегу реки Ламочки. Длина реки составляет 12 км.

## Данные водного реестра
По данным государственного водного реестра России относится к Окскому бассейновому округу, водохозяйственный участок реки — Цна от города Тамбов и до устья, речной подбассейн реки — Мокша. Речной бассейн реки — Ока.
Код объекта в государственном водном реестре — 09010200312110000029058.